# Loughborough Trophy
Il Loughborough Trophy è stato un torneo professionistico maschile di tennis giocato sul cemento indoor facente parte dell'ATP Challenger Tour. Si è disputata la sola edizione del 2018 sui campi dello Sport Tennis Centre all'Università di Loughborough a Loughborough, nel Regno Unito.

## Albo d'oro

### Singolare
| Anno | Campione      | Finalista  | Punteggio |
| ---- | ------------- | ---------- | --------- |
| 2018 | Hiroki Moriya | James Ward | 6–2, 7–5  |

### Doppio
| Anno | Campioni                       | Finalisti                   | Punteggio        |
| ---- | ------------------------------ | --------------------------- | ---------------- |
| 2018 | Frederik Nielsen Joe Salisbury | Luke Bambridge Jonny O'Mara | 3–6, 6–3, [10–4] |